# Bowsette

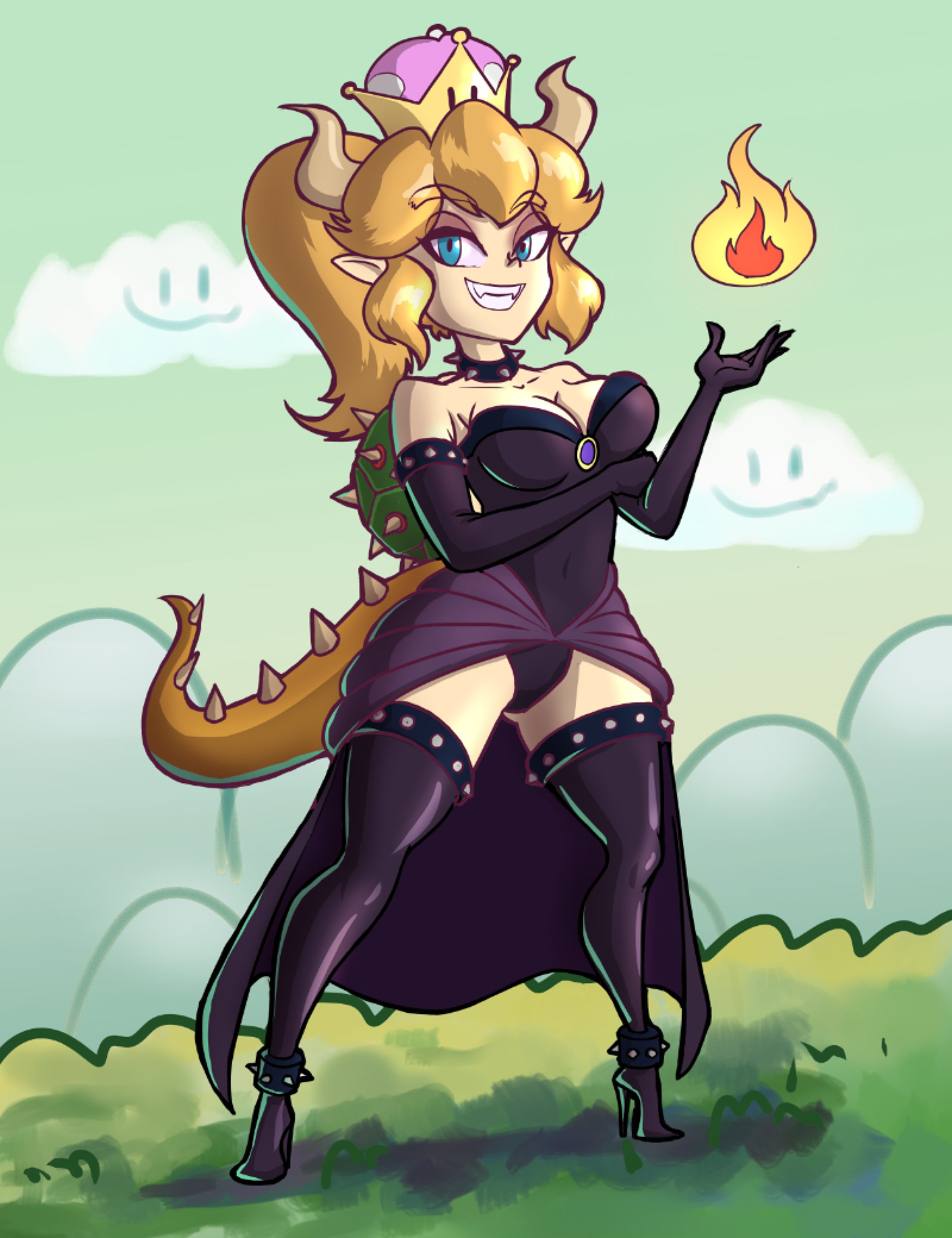
Algumas interpretações de fãs da personagem adicionaram detalhes adicionais ao design de Bowser, como uma cauda pontiaguda.

Bowsette (/baʊˈzɛt/) ou Koopa-hime (em japonês:  クッパ姫, transl. Kuppa-hime, lit. 'Princesa Koopa') é uma versão moe antropomorfizada e feita por um fã do personagem Bowser, da franquia Mario. Ela possui o gênero trocado, de modo a se assemelhar à personagem Princesa Peach sob efeito de um power-up. A personagem foi criada em 19 de setembro de 2018, por um artista malaio chamado Ayyk92, como parte de uma história em quadrinhos que ele postou online. A popularidade de Bowsette cresceu rapidamente em âmbito internacional, com hashtags relacionadas em inglês e japonês no Twitter. Bowsette é tipicamente retratada como uma mulher loira caucasiana, com chifres, presas, uma gola pontuda com braçadeiras combinando e um vestido tomara-que-caia preto. Vários artistas japoneses profissionais contribuíram com suas próprias interpretações da personagem. Uma convenção com o tema Bowsette foi planejada para outubro do mesmo ano.
Os jornalistas perceberam a tendência e ficaram surpresos com sua longevidade, atribuindo-a a vários aspectos como a aparência e o apelo da personagem ou ao possível desejo dos fãs de chocar os gerenciadores de mídia social da Nintendo. Enquanto alguns notaram que grande parte da arte que surgiu era exclusivamente pornográfica, outros foram rápidos em enfatizar que parte dela tinha um tom saudável. A rápida popularidade de Bowsette levou à produção de outros personagens por fãs com uma veia semelhante em um curto período de tempo, cada um baseado em um personagem já existente da Nintendo. Todavia, no Japão, surgiram preocupações sobre a legalidade dos personagens feitos por fãs devido à lei de direitos autorais do Japão.

## História

A primeira aparição de Bowsette em um painel de uma história em quadrinhos de Ayyk92

Criado pela Nintendo em 1985, Super Mario é uma longa série de jogos de plataforma. A série gira principalmente em torno do protagonista, Mario, e outros personagens jogáveis, como seu irmão Luigi, resgatando a princesa raptada Peach do antagonista principal, Bowser. Conforme o jogador avança, eles podem reunir itens de power-up no jogo que permitem que a personagem ganhe novas habilidades ou formas. Durante uma transmissão de apresentação pré-gravada do Nintendo Direct em setembro de 2018, a Nintendo apresentou um trailer de seu relançamento "deluxe" de New Super Mario Bros. U para o Nintendo Switch, que apresentava sua personagem Toadette como uma nova opção jogável, e um novo power-up exclusivo para ela, a Super Crown. Quando pego, transformaria Toadette em "Peachette", uma forma que lembrava a Princesa Peach, mas com o penteado de Toadette e outras características distintas.
A revelação de Peachette levou a especulações e teorias de fãs sobre como o item Super Crown opera dentro do universo do jogo. Pouco depois, o artista Ayyk92 postou uma história em quadrinhos para fãs de quatro painéis no DeviantArt e no Twitter com a legenda "A Super Crown é uma nova história picante do Mario". Nos quadrinhos, Mario e Bowser são mostrados desanimados depois que suas propostas de casamento simultâneas com Peach são rejeitadas, fazendo referência ao final de Super Mario Odyssey. No entanto, enquanto Mario o consola, Bowser revela que está segurando o power-up Super Crown, e no último painel, os dois são mostrados passando por Peach e Luigi, que estavam jogando tênis, com Bowser agora transformado em uma personagem feminina que lembra Peach, mas com um vestido tomara-que-caia preto, presas, grandes chifres projetando-se dos lados de sua cabeça e o traje e a concha com pontas de Bowser.

### Popularidade
Sem nome na história em quadrinhos original, a personagem foi apelidada de "Bowsette" por fãs que falam inglês. Uma hashtag relacionada rapidamente se popularizou no Twitter, acumulando mais de 150 mil menções e fanarts logo depois, com algumas renderizações dando à personagem uma pele mais escura e/ou cabelos ruivos como um retorno ao Bowser original. O Pornhub e o YouPorn relataram um aumento dramático nas pesquisas pela personagem em seus sites em 500 mil e 2.900%, respectivamente, e no final de 2018 era o nono termo mais pesquisado no primeiro site citado, com 34,6 milhões de pesquisas. A personagem também foi tendência entre os usuários japoneses do Twitter sob o nome Koopa-hime (traduzido "Princesa Koopa"), com vários grandes artistas japoneses contribuindo com sua própria arte da personagem. Esses artistas incluíam o projetista de personagens de Street Fighter e Darkstalkers Akira Yasuda, o artista do mangá One Punch-Man Yusuke Murata, o criador da série Pop Team Epic Bkub Okawa e o criador da série Kobayashi-san Chi no Maid Dragon Coolkyoushinja. Um evento dedicado à personagem intitulado "Crown Project" também foi planejado para 27 de outubro, apresentando fanarts, cosplays e cross-dressing. Em 2018, a produtora pornográfica Wood Rocket produziu a paródia pornográfica Wetter Than A Water Level: The Bowsette Porn Parody, com April O'Neil como Bowsette e Tommy Pistol como Mario.

## Recepção e legado
Em seu segmento "Nintendo Voice Chat", vários escritores da IGN falaram longamente sobre o fenômeno, com Brian Altano descrevendo-o como "as pessoas se agarraram a algo e fizeram [...] uma versão robusta ou impura de algo que é historicamente conhecido como puro", e atribuindo parte do apelo em como isso confundiria os gerenciadores de mídias sociais da Nintendo. Casey DeFreitas discordou, atribuindo parte da popularidade da personagem à tendência de "garota monstro" no Japão, enquanto também observou que vários dos quadrinhos de fãs para a personagem eram realmente saudáveis, mas criticou o nome por não seguir a convenção de nomenclatura estabelecida pelo nome de Peachette. Gita Jackson, do blog Kotaku, notou a superabundância de arte para a personagem, afirmando que ela estava "impressionada com a força com que Bowsette se enraizou no fandom de jogos eletrônicos". Em um vídeo com Tim Rogers, ela acrescentou que nunca tinha visto uma tendência "chegar tão forte no Twitter", e notou o forte apoio japonês tanto para a personagem quanto para o artista original. Alex Olney da Nintendo Life notou sua surpresa com a longevidade da tendência, raciocinando que a justaposição de algo "ousado e sexy" ao cenário de Mario, mas também encaixado na narrativa que a Nintendo criou, pode ser a razão disso ser o caso.
Don Nero da Esquire descreveu a personagem como "inspirada em dominatrix", propondo que a personagem poderia ser vista como um símbolo positivo de empoderamento feminino ao longo de nomes como Samus Aran ou Lara Croft, embora tenha reclamado que grande parte da arte era "abertamente masculina, cheia de clichês terrivelmente exagerados e exagerados que fazem lembrar as corpulentas bonecas sexuais de Dead or Alive Volleyball". Sam Machkovech, da Ars Technica, atribuiu parte da popularidade da personagem ao contraste com Peach, afirmando que o foco da fanart em uma "figura mais musculosa e menos esbelta [...] deixa Peach um pouco menos proporcional à Barbie". Nick Valdez, da ComicBook, descreveu a personagem como combinando "os elementos bonitos do design de Peach com as bordas mais duras e a cauda pontiaguda de Bowser, tornando o amálgama dos dois personagens uma deliciosa sugestão artística para os fãs", embora alertado sobre a natureza explícita de alguns dos fanarts. Ana Valens, do The Daily Dot, observou o amplo apelo da personagem, mas também como uma figura identificável para mulheres trans, afirmando: "Bowsette é exatamente como nos vemos: passamos de criaturas que odiavam a si mesmas e com gênero disfórico e nos transformamos em mulheres felizes e confiantes".
A popularidade de Bowsette levou os fãs a explorarem conceitos de outros personagens transformados pelo power-up em figuras semelhantes a Peach, incluindo o personagem de Super Mario King Boo transformado em "Boosette" ou "Booette", que também viu uma grande quantidade de fanarts. Zachary Ryan da IGN observou que, com todos os diferentes artistas, isso ia além de ser apenas o conceito de "e se Bowser fosse uma garota?". Ele acrescentou que "tantos artistas que você não saberia flexionam um pouco os músculos", podendo mostrar obras que eles haviam criado em um tom semelhante. Outros artistas, como o criador de Fairy Tail, Hiro Mashima, também contribuíram com versões de gênero reverso de seus personagens. Ele expressou cautela aos participantes da tendência de "ter cuidado para não causar problemas para detentores de direitos autorais e empresas para as quais eles são contratados", e observou que mesmo se quisesse desenhar fanarts, ele precisaria da aprovação de editoras e outros partidos relacionados. Outros meios de comunicação japoneses discutiram mais diretamente a legalidade de tais personagens sob a lei de direitos autorais, especificamente Bowsette, e se eles infringiam os direitos autorais da própria Nintendo.
Apesar de petições de fãs para fazer a personagem cânone, a Nintendo não comentou nada sobre isso, afirmando que "Em relação aos desenhos e outras coisas enviadas para a Internet, não temos nenhum comentário". Além disso, o jogo (New Super Mario Bros. U Deluxe) incluiu uma nota dizendo que a coroa afetaria apenas Toadette. No entanto, as publicações de jogos notaram uma semelhança entre a personagem e um conceito não utilizado para Super Mario Odyssey mostrado no livro de arte, onde Bowser assume o corpo de Peach de forma semelhante à capacidade de captura de Mario em Odyssey herdando várias de suas características, questionando se a Nintendo iria agora explorar mais o conceito. Alex Olney afirmou que seria improvável que a Nintendo adicionasse a personagem a um jogo em algum momento, embora ele esperasse ver a Nintendo interagir com a tendência de alguma forma, dizendo: "Eu acho que seria uma coisa divertida e a Nintendo está sendo muito mais divertida recentemente".
A Newsweek e o Know Your Meme nomearam Bowsette como um dos "10 melhores memes de jogos eletrônicos de 2018", afirmando que "A fandomização de Bowsette não era apenas inevitável, mas obrigatória", e acrescentando que, embora as versões anteriores de uma Bowser fêmea existissem online, o design de Bowsette era "algo novo". O The Daily Dot citou isso como um exemplo de como "as pessoas aceitaram ficar com tesão no Twitter" em 2018, afirmando que "a própria natureza do meme — um vilão masculino poderoso tornando-se uma mulher forte e dominadora — fascinava os usuários com fetiches de feminização e transformação", e que a aparência não normativa da personagem aumentava o apelo, nomeadamente com mulheres queer. O Metro nomeou Bowsette como uma das "12 maiores histórias de jogos eletrônicos de 2018", chamando-a de "uma vencedora fácil para a história de jogos eletrônicos mais improvável do ano" e notando sua popularidade tanto entre os fãs da Nintendo quanto nos resultados de pesquisa de pornografia online: "É provavelmente melhor não perguntar". O meme também ficou em 16º lugar no Twitter Trend Awards do Japão, ganhando um "prêmio especial do Comitê Diretivo" devido ao seu rápido crescimento. Ayyk92 mais tarde recebeu um troféu físico do Pixiv e do Niconico pelo prêmio.